# 甯溥
甯溥（1474年—？），字公父，直隸淮安府山陽縣人，醫籍，明朝政治人物。

## 生平
順天鄉試第八十八名舉人，弘治十五年（1502年）中式壬戌科會試第二百二十三名，三甲第一百四十七名進士。初授浙江嘉兴府平湖县知县。

## 家族
曾祖甯有禎；祖父甯瑛，御醫；父甯昱，母侯氏。慈侍下。弟甯濂。